# Trachycephalus mambaiensis
Trachycephalus mambaiensis é uma espécie de anfíbio da família Hylidae. Endêmica do Brasil, pode ser encontrada nos estados de Goiás, Bahia e Minas Gerais.